# La quattordicesima domenica del tempo ordinario
La quattordicesima domenica del tempo ordinario è un film del 2023 scritto e diretto da Pupi Avati.

## Trama
Samuele e Marzio sono due giovani bolognesi che negli anni del boom economico avevano formato un duo musicale chiamato i Leggenda. 
Il duo non decolla e i due amici prendono strade diverse: Samuele diventa un importante dirigente di banca, Marzio invece continua a tentare la strada del mondo dello spettacolo ma ottiene solo modesti incarichi in televisioni di provincia. 
Quando Marzio, ormai anziano, nel 2023 prova a rivolgersi a Samuele per convincerlo a riformare il duo viene cacciato in malo modo dal suo ex amico. Pochi giorni dopo Samuele, sconvolto per la morte del figlio, si suicida. 
Il suicidio di Samuele sarà l'occasione che farà incontrare nuovamente Marzio con la sua ex moglie Sandra il cui matrimonio era finito in modo burrascoso lo stesso giorno in cui si erano sciolti i Leggenda.

## Promozione
Il primo trailer è stato distribuito online il 17 aprile 2023.

## Distribuzione
Il film è uscito nelle sale cinematografiche italiane il 4 maggio 2023.